# Marco Tilio
Marco Tilio, född 23 augusti 2001, är en australisk fotbollsspelare som spelar för Melbourne City. Han har även spelat för Australiens landslag.

## Klubbkarriär
Den 21 september 2020 värvades Tilio av Melbourne City, där han skrev på ett treårskontrakt.

## Landslagskarriär
Tilio var en del av Australiens trupp vid olympiska sommarspelen 2020 i Tokyo, där han spelade tre matcher och gjorde ett mål. Tilio debuterade för A-landslaget den 27 januari 2022 i en 4–0-vinst över Vietnam, där han blev inbytt i den 81:a minuten mot Martin Boyle.